# Séméacq-Blachon
Séméacq-Blachon é uma comuna francesa na região administrativa da Nova Aquitânia, no departamento dos Pirenéus Atlânticos. Estende-se por uma área de 11,18 km². Em 2010 a comuna tinha 171 habitantes (densidade: 15,3 hab./km²).